# Второй кризис в Тайваньском проливе
Второй кризис тайваньского пролива (Война пушек) — военный конфликт, произошедший между Китайской Народной Республикой и Китайской Республикой (Тайвань) в 1958 году из-за двух спорных островных групп: Цзиньмэнь и Мацзу в Тайваньском проливе. Обе островные группы расположены у берегов материковой провинции Фуцзянь, но контролируются Тайванем.
Конфликт начался в 17:30 23 августа 1958 года, когда артиллерия Народно-освободительной армии Китая начала обстрел острова Цзиньмэнь, расположенного близ города Сямынь, и прилегающих к нему мелких островов. В ответ тайваньские солдаты открыли огонь. В дальнейшем произошёл ряд воздушных боёв между ВВС КНР и Тайваня.
По дате начала событий на Тайване конфликт часто называют «Артиллерийский бой 23 августа» (823砲戰).
Этот конфликт был продолжением первого кризиса Тайваньского пролива, который разгорелся после окончания Корейской войны; ещё в 1954 году НОАК начала артиллерийский обстрел спорных островов.
Президент США Эйзенхауэр выступил на стороне Тайваня и отправил авиацию на помощь Тайваню, на котором ещё с 1949 года располагались части армии США. Правительство СССР, в лице главы МИД Андрея Громыко, выступило на стороне Пекина.
Тайваньская сторона заявила о том, что в воздушных боях было сбито не менее 25 J-5, из них 4 — ракетами AIM-9B (это был первый случай применения управляемых ракет «воздух-воздух» в действии). Сторона КНР подтвердила потерю пяти самолётов всех типов.
Поскольку на острова Мацзу и Цзинмэнь не распространялось действие «Китайско-американского договора о взаимной обороне», заключенного в 1954 г., этот конфликт не привёл к прямым военным столкновениям между КНР и США. Тем не менее трения из-за этих территорий продолжались до нормализации отношений между Китаем и США в 1979 году.